# Shun’ichi Ikenoue
Shun’ichi Ikenoue (jap. 池ノ上 俊一 Ikenoue Shun’ichi; ur. 16 lutego 1967) – japoński piłkarz.

## Kariera klubowa
Od 1989 do 1995 roku występował w klubach Matsushita Electric, Yokohama Flügels i Tosu Futures.

## Kariera reprezentacyjna
W 1988 roku został powołany do kadry na Puchar Azji.